# Himal Khabarpatrika
Himal Khabarpatrika is een Nepalees nieuwsblad. Het werd in 1998 opgericht door Kanak Dixit, die eveneens het blad Himal Southasian uitgeeft.
Himal Khabarpatrika verschijnt tweewekelijks in het Nepalees en wordt gelezen door zowel de plattelandsbevolking als de stedelijke intelligentsia. Het blad richt zich op onafhankelijke berichtgeving en hecht waarde aan geloofwaardigheid. Het brengt soms prikkelend nieuws dat geregeld tot controverses heeft geleid.